# Area 51 (trò chơi điện tử 1995)
Area 51 là một game arcade súng nhẹ được hãng Atari Games phát hành vào năm 1995. Nó lấy tên từ cơ sở quân sự Khu vực 51 (Area 51). Cốt truyện của trò chơi liên quan đến việc người chơi tham gia vào cuộc tấn công quân sự của biệt đội Strategic Tactical Advanced Alien Response (STAAR) nhằm ngăn chặn người ngoài hành tinh, được gọi là Kronn, và zombie do người ngoài hành tinh tạo ra qua việc đánh chiếm căn cứ quân sự Khu vực 51.
Được sản xuất như một nỗ lực cuối cùng để đảo ngược vận may đang gặp khó khăn của Atari, Area 51 bị chỉ trích nặng nề, người đã so sánh nó không thuận lợi với các game bắn súng nhẹ đương đại như Virtua Cop 2, nhưng được người chơi yêu thích và trở thành một hit lớn. Trò chơi được port sang PlayStation, Sega Saturn và PC. Atari tiếp tục tận dụng thành công của mình với Maximum Force, sử dụng cùng một tủ máy arcade và các kỹ thuật đồ họa và lối chơi tương tự, và phần tiếp theo trực tiếp, Area 51: Site 4.

## Lối chơi

Hình chụp màn hình cho thấy người chơi tham gia vào trận chiến với nhiều đối thủ.

Game đưa người chơi đi qua một số phần của khu căn cứ này, bao gồm một nhà kho và đường hầm. Nhân vật người chơi được giao nhiệm vụ, cùng với các thành viên Special Tactical Advanced Alien Response (STAAR), Trung úy Stephanie Grant và Thượng sĩ Marcus Bradley, thâm nhập vào Khu vực 51 và kích hoạt chuỗi tự hủy hạt nhân. Người chơi phải đánh bại những người lính zombie và người ngoài hành tinh biến đổi gen mà không làm tổn hại bất kỳ thành viên nhóm STAAR đồng minh nào. Nếu không có gì ngoài ba thành viên nhóm STAAR bị bắn, chế độ Kronn Hunter được bắt đầu, đảm nhận vai trò Hunter, do Kronn điều động nhằm tiêu diệt phiến quân.
Có năm loại vũ khí có sẵn trong game. Mặc dù người chơi chỉ được tặng một khẩu súng lục bán tự động ngay từ đầu, nhưng việc nâng cấp vũ khí có sẵn khi là mục tiêu. Súng lục có thể được nâng cấp thành súng máy tự động, shotgun nạp đạn kiểu bơm và cuối cùng là súng ngắn tự động. Shotgun tạo ra hỏa lực lớn hơn nhắm mục tiêu vào kẻ thù. Cả súng máy và súng tự động đều cho phép người chơi bóp cò để giải phóng đạn. Nếu nhân vật người chơi bị kẻ thù tấn công bất cứ lúc nào, vũ khí sẽ bị hạ cấp trở lại khẩu súng lục.
Lựu đạn được giấu trong các thùng và phòng thưởng. Khi được sử dụng, chúng tiêu diệt hầu hết các kẻ thù trên màn hình cùng một lúc. Người chơi có thể chứa tối đa chín quả lựu đạn. Ngoài ra, người chơi nên tận dụng bắn các hộp và thùng chứa màu vàng có ký hiệu cảnh báo "dễ cháy" để gây ra hỏa hoạn hoặc vụ nổ hòng gây thiệt hại cho kẻ thù. Bằng cách bắn một số vật thể theo trình tự chính xác, người chơi có thể mở khóa các bài tập bắn, vũ khí cận chiến và các vật phẩm thưởng không có trong cốt truyện chính của game. Các cửa hậu khác cho phép người chơi di chuyển về phía trước tới những màn sau thay vì đi theo con đường tuyến tính khác của trò chơi.
Có nhiều chủng loại sinh vật ngoài hành tinh/zombie ngoài hành tinh bao gồm những tay súng, cận chiến, bắn tên lửa và ném những thứ như gạch, lựu đạn và thùng rượu. Zombie ngoài hành tinh/sinh vật ngoài hành tinh màu tía cần hỏa lực nhiều hơn các mục tiêu khác.

## Phát triển
Năm 1994, nhà phát hành Atari Games đang rất cần một cú hích, đã trải qua nhiều năm không có một trò chơi có lợi nhuận nào và mất hầu hết các nhà phát triển tài năng nhất của họ cho nhà phát hành đối thủ Electronic Arts. Do đó, họ đã chỉ đạo Ed Logg tạo ra một tựa game bắn súng nhẹ, đây là một trong những thể loại game phổ biến nhất trong các trò chơi arcade thời đó. Tuy nhiên, Logg cũng rời khỏi để tham gia Electronic Arts trong lúc tựa game, Bounty Hunter, vẫn còn dang dở. Tại thời điểm này, các giám đốc điều hành tại Atari Games cảm thấy sẽ an toàn hơn khi giao phó sự phát triển cho một nhóm bên ngoài, và tiếp cận người đứng đầu Mesa Logic là Robert Weatherby về nhóm của mình (Hector Silva, James Mestemaker, Guy Fumagali và James Web) tiếp quản Bounty Hunter. Sau khi chơi Bounty Hunter và thấy nó vô cùng hấp dẫn, Weatherby đã yêu cầu một vài tháng để đưa ra và phát triển một sân chơi cho khái niệm game bắn súng của riêng mình, mà Atari đành phải đồng ý.
Weatherby đã nhận được nguồn cảm hứng cho khái niệm Area 51 từ một bài báo trong Popular Science mang tên "Tìm kiếm bí mật của Hồ Groom".

Ban đầu, dữ liệu từ trò chơi được truyền từ máy nghe nhạc CD bằng Cinepak để nén, nhưng vì điều này chỉ có thể tạo ra màn hình hiển thị bằng chữ, nên lập trình viên chính Charlie Grisafi đã chọn thay vì chạy game trên COJAG (một Atari Jaguar đã sửa đổi được sử dụng trong các game arcade) giao tiếp với ổ đĩa cứng và sử dụng phần mềm nén tùy chỉnh của Grisafi. Grisafi nhớ lại: 
Số lượng kết xuất cần thiết là một trở ngại rất lớn. Ban đầu nó được thực hiện bởi nhóm của Robert [Weatherby] ở Texas nhưng khi thời gian trôi qua, mã lực thô cần thiết để làm tất cả đã trở nên nhiều hơn họ có. Tôi nhận ra rằng các máy trạm Silicon Graphics của tất cả các nhóm khác nhau tại Atari ở California có thể là một nguồn lực lớn để thực hiện điều này. Atari đã giúp chúng tôi phối hợp tiếp cận tất cả các hệ thống trong tòa nhà sau nhiều giờ khi các nhóm khác không sử dụng hệ thống của họ, vì vậy mỗi đêm chúng tôi sẽ tiếp quản và biến tất cả các hệ thống SGI tại Atari thành một trang trại kết xuất lớn.

Trò chơi sử dụng video được số hóa đem lưu trữ trên đĩa cứng trên bo mạch và gibs để mọi đối thủ đều bị bùng cháy khi bắn, theo cách chính xác như vậy. Trong khi quân địch, người vô tội và vụ nổ là các họa tiết video được số hóa 2D, các màn chơi và phương tiện được kết xuất lại dưới dạng 3D.
Trong khi các thành viên STAAR được kết xuất bằng ghi hình chuyển động, kẻ thù các loại được tạo ra bằng hoạt hình tĩnh vật của Sneaky Pete Kleinow.

## Phần tiếp theo và các game liên quan
Năm 1998, Atari Games đã phát hành phần tiếp theo arcade gọi là Area 51: Site 4 và phát hành lại tựa game đầu tiên như một phần của một cỗ máy có tên Area 51/Maximum Force Duo cũng bao gồm Maximum Force.  Năm 2005, một game bắn súng góc nhìn thứ nhất chia sẻ tên gọi và sử dụng bản gốc làm nguồn cảm hứng đã được Midway Games phát hành cho PlayStation 2, Xbox và PC. Nó có cốt truyện phức tạp hơn và phần lồng tiếng của David Duchovny, Marilyn Manson và Powers Boothe. Trò chơi arcade ban đầu cũng xuất hiện ngắn gọn ở đây. Năm 2007, Midway đã phát hành BlackSite: Area 51 cho nhiều hệ máy.

## Phiên bản port
Năm 1996, trò chơi được port sang PlayStation, Saturn và PC. Bởi vì Atari Games đã được WMS Industries mua trong thời gian tạm thời, các phiên bản này đã được phát hành bởi công ty con Midway Games của WMS.
Phiên bản PlayStation hỗ trợ chơi toàn màn hình, trong khi phiên bản Saturn có viền bao phủ khoảng 15% màn hình. Phiên bản Saturn hỗ trợ tất cả các loại súng nhẹ của hệ máy console này. Phiên bản PlayStation hỗ trợ Konami Justifier, mà không phải là Namco GunCon.
Mặc dù phiên bản arcade chạy trên Atari Jaguar được sửa đổi, nó không bao giờ được chuyển sang hệ thống. Theo Atari Games, vào thời điểm phát hành Area 51, công ty không còn thấy Jaguar là một hệ máy khả thi.

## Đón nhận
Area 51 là một hit lớn trong các game arcade, bán hơn 20.000 thùng máy. Nó được trích dẫn là bước đầu tiên trong sự trở lại của Atari Games, đã đưa công ty từ bờ vực sụp đổ tài chính trở thành một thế lực lớn trong ngành công nghiệp arcade chỉ sau hơn một năm. Giám đốc sản xuất Mark Pierce nhớ lại rằng các phiên bản gia đình có doanh số trên mức trung bình theo tiêu chuẩn của game súng nhẹ console (thường không bán được như các bản port arcade khác, vì người chơi không thể có được trải nghiệm đầy đủ nếu không mua súng nhẹ cho console).
Đánh giá của Next Generation về phiên bản arcade nói rằng "Area 51 cung cấp cho các game bắn súng những gì họ muốn", đặc biệt là các màn chơi tối tăm và đa dạng, khung cảnh thực tế và được sắp xếp theo mức độ tăng dần, chủ đề câu chuyện hấp dẫn và power-up thú vị. Mặc dù vậy, nhà phê bình đã kết luận rằng trò chơi "vị thế tốt hơn trước các game bắn súng trong quá khứ như Virtua Cop 1 và Mad Dog McCree, chứ không phải vụ mùa hiện tại." Trò chơi chiếm vị trí số một trong biểu đồ tháng 12 năm 1995 "Player's Choice" của RePlay Magazine.
Bản port Saturn nhận được đánh giá trung bình. Giới phê bình thường nhận xét rằng trò chơi này rất thú vị theo cách riêng của nó nhưng không thể sánh nổi với Virtua Cop 2, được phát hành cho Saturn cùng một lúc. Đồ họa nhận được nhiều nhận xét trái chiều do độ sắc nét của FMV và sự hiện diện của viền màn hình, và giống như hầu hết các game súng nhẹ trên console, nó bị chỉ trích là có tuổi thọ rất thấp. Bốn nhà phê bình của Electronic Gaming Monthly cũng nhận thấy trò chơi quá dễ dàng, mặc dù họ ca ngợi việc giữ lại tất cả các phòng bí mật từ phiên bản arcade. Lee Nutter đã tóm lược trên tờ Sega Saturn Magazine, "Khi shoot 'em up trong Area 51 không phải là một nỗ lực tồi, nhưng bị dòng game [Virtua] Cop vượt hẳn theo mọi cách có thể hiểu được." GamePro đã cho Area 51 một trong những đánh giá tích cực hơn, ca ngợi tốc độ điên cuồng của nó và kết luận, "Hành động nóng bỏng của Area 51 dễ dàng khắc phục sai sót khá lớn của nó. Đó là điều cần thiết cho các game bắn súng đến cùng và là thuê mướn tuyệt vời cho mọi người khác." Jeff Kitts của GameSpot gọi nó là "một game bắn súng topnotch". Không giống như những người đánh giá khác, anh nhận thấy thử thách và nhiều cấp độ khó của trò chơi mang lại cho nó đủ tuổi thọ và được coi là đồ họa "tuyệt vời", trích dẫn hành động liên tục và phát triển cốt truyện diễn ra trong bối cảnh đậm chất chủ nghĩa tranh mô phỏng ảnh chụp. Trong bài đánh giá năm 1998 về phiên bản Saturn, IGN, trong khi nhận xét rằng trò chơi thiếu đủ thời gian chơi hoặc bổ sung để tồn tại lâu và không với tới Virtua Cop 2, thấy đây là một trải nghiệm thú vị và được thiết kế tốt ở cả phần chơi đơn và hai người chơi.
Steve Bauman của tờ Computer Games Magazine đã cho phiên bản PC hai trong số năm sao và viết, "Đây là một ví dụ hoàn hảo tại sao bạn không chuyển đổi một số trò chơi arcade sang PC." Bauman gọi game "lặp đi lặp lại và nhàm chán" vì thiếu súng nhẹ của phiên bản arcade. Phiên bản PlayStation phần lớn bị các nhà phê bình đương đại bỏ qua. Một nhà phê bình Next Generation đã chỉ trích việc chuyển đổi, nhưng chủ yếu nhấn mạnh rằng Area 51 là một game console năm 1997 thiếu sự phấn khích, nó đã trở thành một game arcade vào năm 1995. Tuy nhiên, ông lại ca ngợi hiệu ứng âm nhạc và âm thanh của game.
Trong một bài đánh giá hồi tưởng quá khứ về phiên bản arcade, Brad Cook của AllGame đã viết, "Trò chơi này không chỉ thú vị mà còn không khó lắm. [...] Đồ họa được thực hiện rất tốt và tốc độ rất nhanh." Ông cũng ca ngợi cốt truyện, mục chơi attract và bối cảnh đa dạng. Anthony Baize của AllGame gọi phiên bản PlayStation là "rất thú vị." Baize nhận xét rằng mặc dù đồ họa không tốt bằng phiên bản arcade, nhưng chúng vẫn rất tốt và việc tiếp tục không giới hạn mang lại lợi thế cho phiên bản arcade. AllGame đã ca ngợi âm nhạc và âm thanh của phiên bản Saturn và khuyến nghị người chơi nên sử dụng súng nhẹ thay vì joypad. AllGame cũng viết rằng đồ họa, "Không sắc nét như phiên bản PS và PC nhưng tốt cho Saturn." Năm 2001, Stephen Fulljames của Computer and Video Games đã xem xét phiên bản PlayStation và viết rằng nó "chơi như thể đó là trên hồng tâm - môi trường được kết xuất sẵn cung cấp một môi trường hoàn toàn có thể dự đoán được. Chúng tôi thách thức bất kỳ ai không được buồn chán trong vòng một tuần."